# Денієв Якуб Ільясович
Якуб Ільясович Денієв (1948 р.н.) — проросійський чеченський політик, колишній голова адміністрації Чечні. Онук відомого релігійного діяча  Дені Арсанова.

## Біографія
У період з листопада 1995 по серпень 1996 був мером міста Грозний (Чечня). Денієв пережив кілька замахів з боку ічкерійців.
6 серпня 1996 року, підчас боїв за Грозний, у місто увійшли прихильники незалежної Ічкерії. Будинок Денієва, який охоронявся посиленим нарядом міліції з 29 осіб, штурмували бойовики загонів Руслана Гелаєва і Шаміля Басаєва. В обороні брали участь, крім міліціонерів, охоронці нафтозаводу, які долучилися до них. На шостий день оборонці припинили опір під гарантії ічкерійців. Самому Денієву дивом вдалося врятуватися.
З вересня 1999 виконував обов'язки Голови тимчасової адміністрації Чечні. У червні 2000 року передав повноваження Ахмату Кадирову.
24 березня 2001 року був захоплений у Москві невідомими особами. За нього вимагали викуп 500 тисяч доларів. За твердженням одного з родичів Денієва, його могли захопити лише пред'явивши міліцейське посвідчення, тому що він не сів би в машину з невідомими особами, оскільки розумів ступінь небезпеки. В результаті спецоперації силових структур, подробиці якої на користь слідства не були оприлюднені, Дєнієва вдалося звільнити без сплати викупу.
У травні 2001 року, невдовзі після залишення посади мера Грозного Бісланом Гантамировим, Дєнієв розглядався як кандидат на цю посаду.